# 恋人よ (1995年のテレビドラマ)
『恋人よ』（こいびとよ）は、1995年10月19日から12月21日まで毎週木曜日22:00 - 22:54に、フジテレビ系の「木曜劇場」枠で放送された日本のテレビドラマ。全10回。
最終回は30分拡大で22:00 - 23:24の放送。平均視聴率は15.0％。

## ストーリー
1995年4月、愛永（鈴木保奈美）と航平（岸谷五朗）はとある結婚式場で出逢った。それぞれの結婚式を数時間後に控えていた二人は、ともに婚約者の裏切りを知り、途方に暮れていたのだった。しかし、それでも二人は互いに励まし合い再会を約束し、無事式を挙げた。式から半年後、航平は愛永のことを忘れかけていたが、妻粧子（鈴木京香）と暮らす家の隣に愛永と夫、遼太郎（佐藤浩市）が引っ越してきた。その日から隣同士として二組の夫婦の和やかな交際が始まったが、やがて平穏な日々に徐々に亀裂が入っていく。

## キャスト
鴻野（結城、宇崎）愛永 （こうの（ゆうき、うざき）まなえ）(28) →(29)- 鈴木保奈美　
遼太郎の妻。旧姓・結城。遼太郎と婚姻中は鴻野、航平と再婚後は宇崎姓。神戸出身。結婚式3時間前に遼太郎の裏切りを知り、結婚式1時間前に航平と出会う。半年後に再会を約束する。半年後、航平の家の横へ引っ越し、再会。航平とは私書箱を通じて手紙を出し合い、左手の小指にキスをするだけのプラトニックな関係に発展。（航平とは生涯プラトニックな関係を貫いた。）遼太郎が安輝（あき）の父親だと告白したことにより離婚。離婚後、白血病を発症し、入院。後に航平と再婚するが、結婚式の3日後に亡くなる。（自身の母も祖母も白血病で亡くなっている。）愛永の遺言により、左手の小指は思い出の場所である沖縄のブーゲンビリア畑に埋められる。生前は10回の転職経験があり、看護師の経験があることから、粧子の出産時、粧子の子供を取り上げた。遼太郎との婚姻中は雑誌のライターをしており、離婚後は結婚前にしていたバーテンダーに復帰し、働いていた。遼太郎とは自身がプロポーズして結婚に至っている。
宇崎航平 (うざきこうへい）（32) - 岸谷五朗
粧子の夫。10月20日生まれのO型。短大講師。退職後はサッカー教室のコーチ。結婚式3時間前に粧子にお腹の中にいる子供の父親が航平ではないかもしれないと告げられ、1時間前に愛永と出会う。そして半年後の自身の誕生日に再会。プラトニックな関係を続けていた。粧子が出産し、父親になったが血の繋がりがなく葛藤。葛藤しながらも産まれた娘に安輝（あき）と名付け本当の家族になろうと努力したが、遼太郎の安輝の実の父親は自分だという告白を聞き、粧子と離婚。離婚後、愛永とプラトニックな関係を続けていたが、幸せそうな粧子と安輝を通りすがりの公園で見かけ、絶望する。そのことが原因で愛永とのプラトニックな関係が辛くなり、自分のことを片想いをしている美緒と関係を持ってしまう。また、愛永との関係に亀裂が生じた。だが、遼太郎と粧子の計らいにより、愛永と復縁し、プロポーズ。白血病を発症した愛永にとっての心の支えとなる。クリスマスの日に病院で結婚式を挙げるが愛永は3日後に亡くなる。愛永の遺言により、愛永の通夜の日に左手の小指を切り取り沖縄のブーゲンビリア畑に愛永の小指を埋めた。
宇崎（小野、鴻野）粧子（うざき（おの、こうの）しょうこ） (29)→(30) - 鈴木京香
航平の妻。旧姓・小野。ブティックを経営している。航平との婚姻中は宇崎、遼太郎と再婚後は鴻野姓。結婚式の日に航平に「お腹の中にいる子供はあなたの子ではないかも」と告白。実は遼太郎が元恋人であり、安輝の本当の父親であった。愛永ととても仲が良かった。遼太郎が安輝の実の父親だと告白したことにより航平と離婚。離婚後すぐに遼太郎と再婚。遼太郎との再婚後も愛永、航平とは付き合いがあり、二人が結婚するきっかけを作った。
遼太郎に幸せを見せつけるために同じ場所で同じ時間に式を挙げた。
藤田達彦 （ふじたたつひこ）(20) - 長瀬智也　
元プロ野球選手で、航平の元教え子。怪我により選手生命を絶たれ、荒んだ生活を送っていた頃に愛永と出会い、愛永に惹かれる。傷害の前科持ち。航平に勧められ、体育大学を受験することにする。愛永の離婚後は、美緒と付き合っており、航平と関係を持ってしまった美緒を一生守ると決意し、美緒を立ち直らせた。
一枝季里子（いちえだきりこ） (25) - 櫻井淳子　
遼太郎の部下で、想いを寄せている。結婚が決まってからも諦められず、結婚式3時間前にホテルの愛永の部屋に押しかけ、「彼を返して」と迫り、自殺未遂をした。しかし、自分を介抱し、病院に連れて行ってくれた愛永を慕い、友人となる。遼太郎と共に働くことが辛くなり、退職を考えていると打ち明けると、「これまで通り彼を愛してあげて」と言われ、「この人には敵わない」と感じ、遼太郎への想いを断ち切る。愛永の葬式にも参列した。
渡辺美緒 （わたなべみお）(19) - 水野美紀
航平の教え子。航平に片想いしている。結婚式1時間前に、航平がホテルの愛永の部屋に入っていくのを目撃。以降愛永を危険な女と認識し、敵視。離婚後、荒れていた航平と関係を持つものの、遊びだったと告げられる。八つ当たり目的で、愛永がバーテンダーとして働く店を訪れ、愛永を面罵。その場で倒れた愛永に、「あんたなんか死ねばいい」と吐き捨て立ち去るが、救急車は呼んだ。
その後達彦の支えで立ち直り、愛永へのわだかまりも無くなり、葬儀にも参列している。
橋爪慶一 （はしずめけいいち）- 山路和弘
愛永の主治医。遼太郎曰く愛永に惚れているらしい。愛永と航平の結婚式に参列。
結城宗市（ゆうきそういち） (56) - 夏八木勲
愛永の父。神戸でバーを経営している。妻と義母を白血病で亡くしていることから愛永のことを白血病で看取りたくないと思っている。
鴻野遼太郎 （こうのりょうたろう）(35) - 佐藤浩市　
愛永の夫。不動産屋をリストラされ、現在はディスカウントストアの仕入れ部門の部長として働く。愛永との婚約中に元恋人である粧子と関係を持っており、安輝の実の父親であった。粧子の気持ちを聞いてしまい、愛永と航平に安輝の実の父親であることを告白し、離婚。後に粧子と再婚。再婚後も愛永とは仲良くしている。愛永と航平の結婚のきっかけを作った。愛永の不倫を疑い愛永を尾行したことがある。愛永が病気で入院した際は粧子と安輝を捨ててまで看病するつもりであったが、航平と愛永が復縁したため諦めている。

## スタッフ
- 原作・脚本　野沢尚
  - 『恋人よ 上』フジテレビ出版、1995年9月。ISBN 978-4594018269。
  - 『恋人よ 下』フジテレビ出版、1995年10月。ISBN 978-4594018276。
    - 『恋人よ 上』幻冬舎文庫、2001年6月。ISBN 978-4344401198。
    - 『恋人よ 下』幻冬舎文庫、2001年6月。ISBN 978-4344401204。
- プロデュース　喜多麗子
- 演出　光野道夫、永山耕三
- 音楽　デイヴィッド・フォスター

## 主題歌・挿入歌・使用曲
主題歌
- セリーヌ・ディオン with クライズラー&カンパニー『To Love You More』
  - 正確にはドラマ内で使用されたのはフェードアウトするシングルミックスではなく、フェードアウトせずに響き渡るドラム音で終結する「Radio Edit」である。
  - 放送当時は未商品化であったが、1999年に日本国内で発売された初のベストアルバム「ザ・ベリー・ベスト」に初収録。
  - 以後の国内発売のベストアルバムには必ず「Radio Edit」で収録されている。

挿入歌
- 「The Power of Love」セリーヌ・ディオン：第6話、出産シーン。
- 「Just Walk Away」セリーヌ・ディオン：最終回、入院中のシーン。
- 「O Holy Night」マイケル・クロフォード：最終回、結婚式のシーン。
- 「素直になれなくて」　シカゴ ：1～8、最終回。

使用曲
- 「めぐり逢い」アンドレ・ギャニオン：最終回で、愛永の葬儀後、航平が沖縄へ飛び愛永との約束を果たすシーン。

※DVD化の際に、いくつかの楽曲は差し替えられている。

## 放送日程
| 各話                                                        | 放送日         | サブタイトル                   | 視聴率 | 備考       |
| ----------------------------------------------------------- | -------------- | ------------------------------ | ------ | ---------- |
| 第一回                                                      | 1995年10月19日 | 結婚一時間前の恋               | 14.4%  |            |
| 第二回                                                      | 1995年10月26日 | 私書箱恋愛                     | 16.9%  |            |
| 第三回                                                      | 1995年11月2日  | 情熱の隠された場所             | 16.0%  |            |
| 第四回                                                      | 1995年11月9日  | 日帰りの不倫旅行               | 13.1%  |            |
| 第五回                                                      | 1995年11月16日 | 誰も裏切らない恋               | 15.3%  |            |
| 第六回                                                      | 1995年11月23日 | 誕生                           | 13.0%  |            |
| 第七回                                                      | 1995年11月30日 | 許されない告白                 | 13.7%  |            |
| 第八回                                                      | 1995年12月7日  | 愛しているのは君じゃない       | 15.1%  |            |
| 第九回                                                      | 1995年12月14日 | あんたなんか死んでしまえばいい | 14.5%  |            |
| 最終回                                                      | 1995年12月21日 | 最後の恋文                     | 18.0%  | 90分拡大版 |
| 平均視聴率 15.0% （視聴率は関東地区・ビデオリサーチ社調べ） |                |                                |        |            |

## 受賞
- 第7回ザテレビジョンドラマアカデミー賞[4][5]
  - 主演女優賞（鈴木保奈美）
  - 撮影賞

## その他
- 野沢尚本人によるノベライズ版の発売は上巻が1995年9月30日初版、下巻が同年10月30日初版となっている。つまり本放送前に上巻が、放送が始まった直後に下巻が出版されたわけで、これは異例のことであり、事前に物語の構想がかなり煮詰められた段階で撮影が始められたことがうかがえる。上巻の解説は鈴木保奈美が、下巻の「あとがき」は岸谷五朗が担当している。また下巻の「作者からの言葉」の中で、野沢は当時のドラマブームの中で、安易に脚本家が名前だけを貸した（つまりゴーストライターが実際の小説を書いている）内容の薄いノベライズ本が書店に並ぶことに苦言を呈している。
- 主人公の愛永が神戸市出身で、放映同年に発生した阪神・淡路大震災で、実家であり父・宗市が経営するバーが被災したという描写がある。
- この作品の6年後の2001年、同じ野沢脚本のドラマ『水曜日の情事』（フジテレビ系）の中で、登場人物である小説家の新作に『恋人よ』のストーリーが、一部盛り込まれている。
- 主演の鈴木保奈美が女優業を休業していたことや、主題歌が洋楽であり、権利関係が複雑であることなど様々な理由があり、視聴者からの要望が多数寄せられながらもなかなかソフト化されず、再放送も1996年夏に1度されただけで以後長らくその機会はなかった。2004年6月に脚本の野沢が急死した際、哀悼の念を込めて翌月、実に8年ぶりに再放送され、その年の11月にはDVD化されることになった。また、2023年11月よりフジテレビオンデマンドで全話配信スタート。
- 2007年3月30日から韓国・SBSの金曜ドラマ枠でリメイク版が放送された（全20話、一夜で2話を放送）。SBSでは2006年放送の『恋愛時代』に次ぐ2作目の野沢作品であり、主演するユンソナの7年ぶりの韓国ドラマ復帰作としても話題となった[6]。テレビ放映に合わせ、ノベライズの正式な朝鮮語版も出版された。
- 愛永の思い出の場所である沖縄の海岸に咲いていたブーゲンビリアは、本作のスタッフが蒔いた造花である。